# Standards Western Automatic Computer

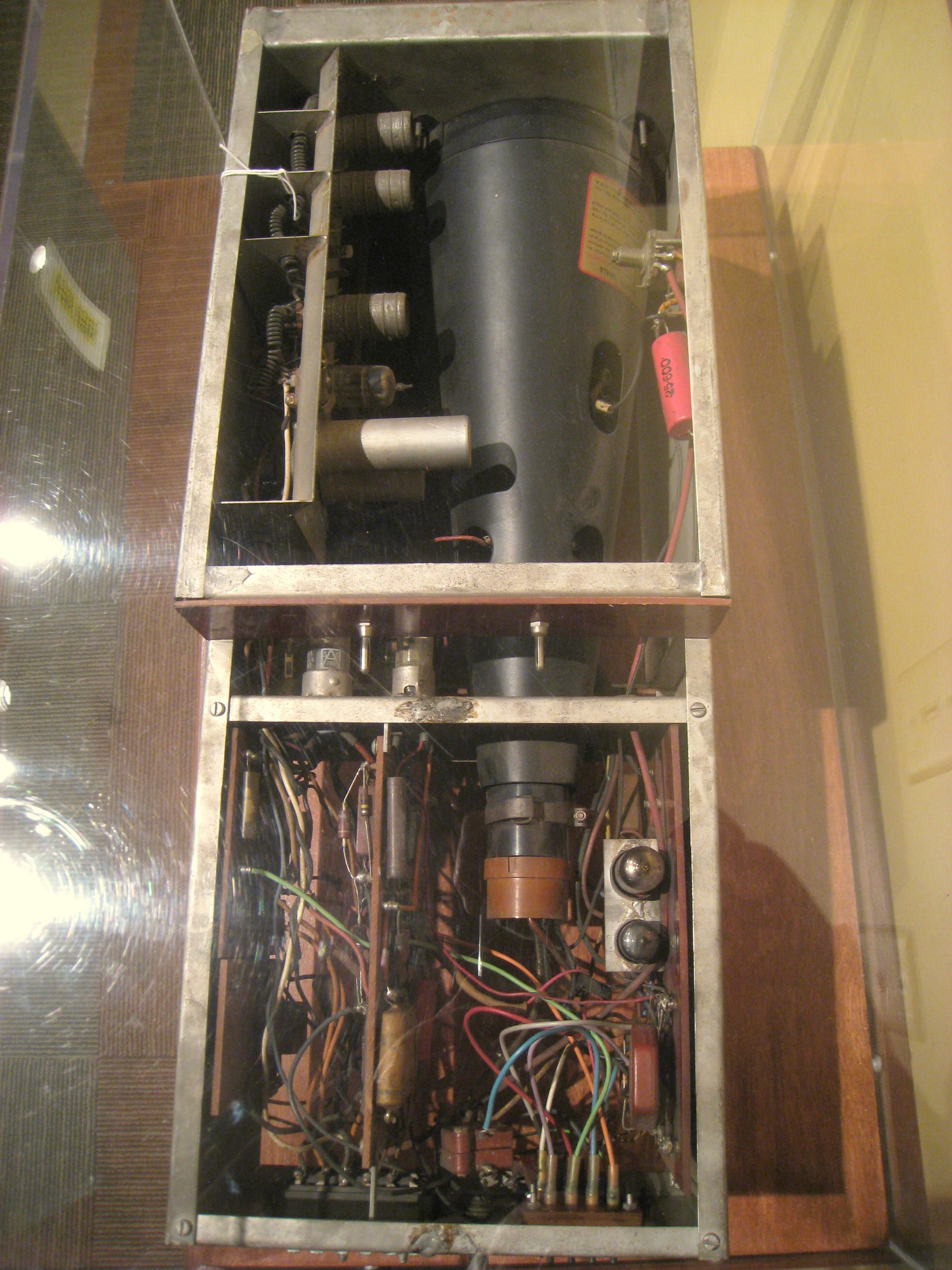
SWACの記憶装置

SWAC（Standards Western Automatic Computer）は、1950年に米国標準局(NBS)がカリフォルニア州ロサンゼルスで開発した第一世代のコンピュータである。

## 概要
設計者はハリー・ハスキー。同時期に開発されたSEACと同様で、もっと強力なコンピュータ（特にレイセオン社のRAYDAC）が完成するまでのつなぎとして NBS 内で使用するために短期間で開発した小型のコンピュータである。
2300本の真空管で構成されている。256ワードの主記憶装置（ウィリアムス管使用）を備え、ワード長は37ビットである。命令は7種類で、加算、減算、乗算（単精度と倍精度）、比較、データ抽出、入力、出力である。数年後に磁気ドラムメモリが追加された。
SWAC が1950年7月に完成したとき、世界最高速のコンピュータであった。この記録は一年後にIASマシンが登場するまで破られなかった。ふたつの数値の加算を行って、結果をメモリに格納するまでに64マイクロ秒かかった。同様に乗算は384マイクロ秒である。NBS は1954年までこれを利用し、その後カリフォルニア大学ロサンゼルス校で改造しながら1967年まで利用された。UCLAでは1時間40ドルで課金された。
1952年、Raphael M. Robinson は SWAC を利用して 5つのメルセンヌ数を発見した。当時としては最大の素数であり、157桁、183桁、386桁、664桁、687桁の数値であった。